# کافه پی‌اس‌اس‌تی

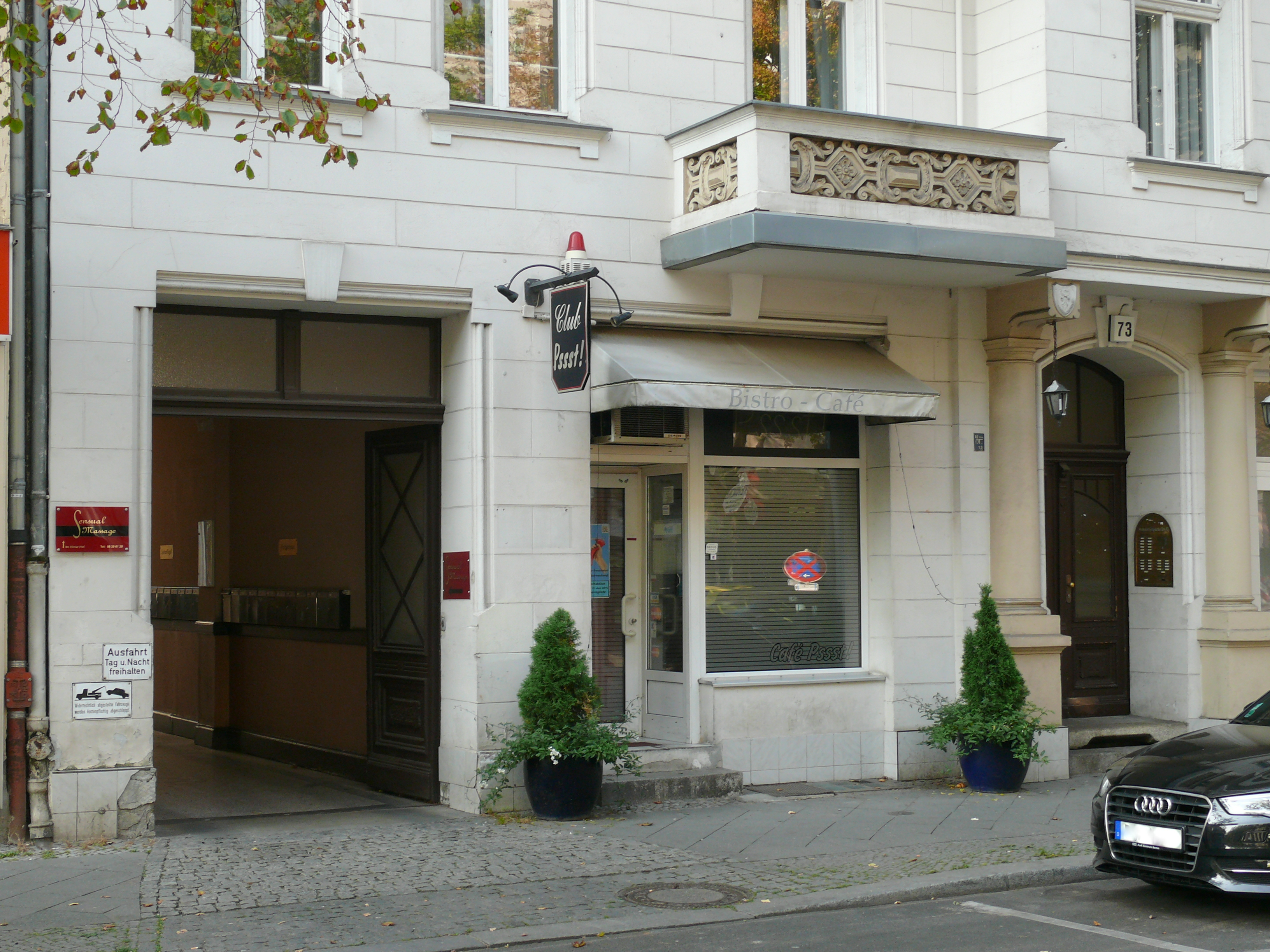
کافه پی‌اس‌اس‌تی

کافه پی‌اس‌اس‌تی (به آلمانی: Café Pssst)، در خیابان براندبورگ، شارلوتنبورگ ویلمرسوف، برلین قرار دارد.

## پیشینه کافه
کافه پی‌اس‌استی در سال ۱۹۹۷ توسط فلیستاس ویگمن در ویلمرسوف برلین بازگشایی شد. این کافه برخلاف کافه دیگر خدمات اسکورت سرویس و پرستاری ارائه می‌کرد. تبلیغات کافه در زمینه فحشا سبب شکایت اتحادیه کافه‌داران برلین از فلیستاس شد. که در نهایت فلستاس با یک دفاع جانانه در سال ۲۰۰۰ با قضاوت دادگاه اداری برلین تبرئه شد. فلیستاس در دفاعیه خود این گونه اظهار داشت :

هر کس که اندیشه می‌کند می‌داند کسی‌که کرامت انسانی تن‌فروشان را حفظ می‌کند و به آنان پناه می دهد در واقع باعث ایجاد فحشای بیشتر می شود.

پس از خاتمه پرونده قضایی در سال ۲۰۰۲ با تصویب قانون پیشگیری از فحشا مقامات شهری برلین از کافه پی‌اس‌اس‌تی شکایت کردند ولی باز هم فلیستاس ویگمن با یک دفاع جانانه خود را از تبعات ای قانون مصون نگه داشت.

## ویژگی‌های کافه
کافه به گواه بسیاری فضای امنی را برای مشتریان و روسپیان فراهم کرده‌است. بسیاری از قوانین کافه در جهت حمایت از زنان شاغل در کافه وضع شده‌است، قوانین کافه همجنس‌گرایی را محدود کرده‌است و به زنان آزادی داده‌است تا بتوانند به راحتی با مرد مورد علاقه خود را انتخاب و او را برای سکس به رختخواب ببرد و از خواست‌های غیرمعمول مردها اجتناب ورزند. روزنامه برلینر تسایتونگ محیط کافه را این‌گونه به تصویر می‌کشد :

فضای کافه محقر به مانند کافه‌های دیگر خدمات بار به مشتریان ارائه می‌دهد، آینه، کاغذ دیواری قرمز رنگ و نور کم نوای موسیقی کوستچل‌راک فضای ذهنی فرد را در کافه به سوی رقصنده برهنه متمرکز می‌کند در حالیکه شما با یک ظرف سیب‌زمینی سرخ کرده یک هیبت مرمرین شما را برای هم‌آغوشی ترغیب می‌کند .

## بسته‌شدن کافه
کافه پی‌اس‌استی در اواخر سال ۲۰۱۵ به خاطر بدهی و فرار مالیاتی بسته شد.